# You’ve Got to Hide Your Love Away
A You've Got to Hide Your Love Away a The Beatles angol rockzenekar egyik dala. John Lennon írta és énekelte (de Lennon–McCartney szerzeményként jelölték meg), és az 1965 augusztusában megjelent
Help! albumon szerepel.

## A dal szerkezete és rögzítése
Lennon így nyilatkozott egyszer a dalról: "Ismét én írtam a Dylan-korszakom során. Olyan vagyok, mint egy kaméleon, akire hatással van bármi, ami történik. Ha Elvis képes rá, én is meg tudom csinálni. Ha a The Everly Brothers megteheti, én és Paul is. Ugyanez volt Dylan esetében is." A dal korai példája John személyes ihletésű dalszövegeiben, amely 1964 nyarán olyan dalokkal kezdődött, mint az I'm a Loser. Lennon kenwoodi otthonában írta a dalt, és szeretett volna még egy dalt az új albumhoz. Paul McCartney megerősítette, hogy a dalt "alapvetően John csinálta, Dylan hatására". A dal egy népies strófai formához hasonlít, és egy Dylan-es akusztikus gitár figurát használ összetett duplázott hangzással, általában 6/8-ad vagy 12/8-ad ütemekkel, főként akusztikus hangszerek kíséretében, vokál nélkül és könnyedebb ütőhangszerekkel, úgy mint ecsettel hangoztatott pergődob, tamburin és maracas. A Beatles-dalban a fuvola azonban kiváltja a Dylan által használt szájharmonikát.
A dal szövege kétértelmű. Lehetséges, hogy Lennon arra utalhatott, hogy Beatle-ként azt várták tőle, hogy tartsa titokban, hogy házasságot kötött. Arról is írhatott, hogy képtelen volt nyilvánosan kifejezni valódi „szerető” énjét a hírnévvel kapcsolatos elszigeteltségről és paranoiáról. Egyesek vélemények szerint (például Tom Robinson énekes) a dalt a Beatles saját menedzsere, Brian Epstein számára írta, akinek el kellett rejtenie homoszexualitását a nyilvánosság elől. Maga Lennon azonban soha nem beszélt nyilvánosan a dalszövegek inspirációjáról. Amikor a dalt először írták, Lennon a "two-foot tall" kifejezést használta, hogy az első versszakban lévő "wall" szóra rímeljen, de tévesen "two-foot small" szót énekelt McCartney-nak, és úgy döntött, hogy végül megtartja ezt. A dal felvételekor jelen volt Pete Shotton is, aki Lennon egykori bandájából, a The Quarrymen-ből ismerték egymást, és azt javasolta, hogy a refrénben a „Hey” szót írják a sor elejére.
Először a dallamot rögzítették, majd George Harrison áthangosított 12 húros gitárját és néhány ütőshangszert. John Scott egy tenorfuvolát rögzített Lennon éneksávjában, és egy további altfuvola szólamot, amely egy oktávval magasabban szól, mint az első, és a dal végénél hallható.

## A filmbeli megjelenése
A Help! című filmben a dal elején a szekta feje, Leo McKern által alakított Clang feltűnik egy aknafedél alól a londoni Ailsa Avenue közepén, ahol a film egyes részeit forgatták. Ott marad az egész dal alatt, amint a Beatles Lennon negyedében játssza a dalt. A dal fuvola szólamát George házon belüli kertésze (akit Bruce Lacey játszik) adja elő. Az Eleanor Bron által alakított Ahme  figyeli őket, és a dal végén Harrison elájul, miután Ahme óriási tűt szúrt be Starr-nak, aki a kultusz által keresett gyűrűt viseli.

## Más stúdiófelvételek
Egy montázsban az első két felvételt (mindkettőt lebontva) egy befejezett alternatív verzió követi (5. felvétel), amely az Anthology 2 válogatásalbumon szerepel. Lennon visszaszámol, majd megáll, hogy újra beállítsa a mikrofont ("I'm just going to raise this so as it's nearer the bass strings than the top string"). Ezt követi egy a padlón széttörő pohár hangja, ami arra készteti Johnt, hogy kötekedően énekelje: "Paul's broken a glass, broken a glass. Paul's broken a glass. A glass, a glass he's broke today". (A háttérben Ringo egy ecseten dobol,John ütemével alapján). John „Macca”-nak becézi Pault, ami Angliában egy gyakran használatos becenév azok számára, akinek a vezetéknevében „Mc” hangzás szerepel: "Oh, you ready, Macca?"

## Közreműködött
Ian MacDonald szerint, kivéve ahol jelölve van:
- John Lennon – ének, 12 húros akusztikus gitár
- Paul McCartney – basszusgitár, maracas[9]
- George Harrison – klasszikus akusztikus gitár, 12 húros akusztikus gitár[9]
- Ringo Starr – ecsettel pergetett pergődob, tamburin[9]
- John Scott – tenor és altfuvola[10]

## Feldolgozások
- A The Beach Boys az 1965 novemberi Beach Boys' Party című albumukon feldolgozta.[11] Ebben a változatban a dobos, Dennis Wilson énekli a dalt. A feldolgozása 6. helyet érte el az amerikai Billboard 200 ,valamint a 3. helyet a brit slágerlitsán.
- Waylon Jennings feldolgozása az 1967-es Love of the Common People albumán.
- Az Oasis együttes 1995-ben a Some Mighty Say kislemez B-oldalán jelentette meg a dal feldolgozását. A dal később bónusz számként is megjelent a 2014-es (What's the Story) Morning Glory? albumuk deluxe kiadásán.
- A 2001-es Nevem Sam című filmben és filmzene albumon Eddie Vedder adja elő a dal grunge stílusú feldolgozását.
- A Glee – Sztárok leszünk! sorozat Love, love, love epizódjában a Becca Tobin által alakított Kitty Wilde és a Kevin McHale által alakított Artie Abrams adják elő a dalt.

## Fordítás
Ez a szócikk részben vagy egészben  a   You've Got to Hide Your Love Away című angol Wikipédia-szócikk fordításán alapul.  Az eredeti cikk szerkesztőit annak laptörténete sorolja fel. Ez a jelzés csupán a megfogalmazás eredetét és a szerzői jogokat jelzi, nem szolgál a cikkben szereplő információk forrásmegjelöléseként.

### Angol nyelvű
- Graffy, Gary and Durchholz, Daniel: Rock 'n' Roll Myths: The True Stories Behind the Most Infamous Legends. Voyageur Press, 2012. ISBN 978-0760342305
- Spitz, Bob: The Beatles: The Biography. Boston: Little, Brown, 2005. ISBN 0-316-80352-9
- Stevens, John: The Songs of John Lennon: The Beatles Years. Berklee Press Publications, 2002. ISBN 978-0634017957
- Womack, Kenneth: The Beatles Encyclopedia: Everything Fab Four: Everything Fab Four. Greenwood, 2014. ISBN 9780313391729

### Magyar nyelvű
- Bánosi György – Tihanyi Ernő: Beatles zenei kalauz. Az együttzenélés és a szólóévek. 1958–1999. Budapest: Anno Kiadó, 1999. ISBN 963-853-895-3
- Ian Macdonald: A fejek forradalma. A Beatles és a hatvanas évek. (ford. Révbíró Tibor) Budapest: Helikon Kiadó, 2015. ISBN 978-963-227-468-3
- Marsi József: Beatles Kódex – A Beatles együttes teljes életművének enciklopédiája. (bővített kiadás) Budapest: Könyvműhely, 2022. ISBN 978-615-01-5036-9

## Külső hivatkozás
- Allan W. Pollack megjegyzései a You've Got to Hide Your Love Away dalhoz